# Musée des Transports en commun du Pays de Liège

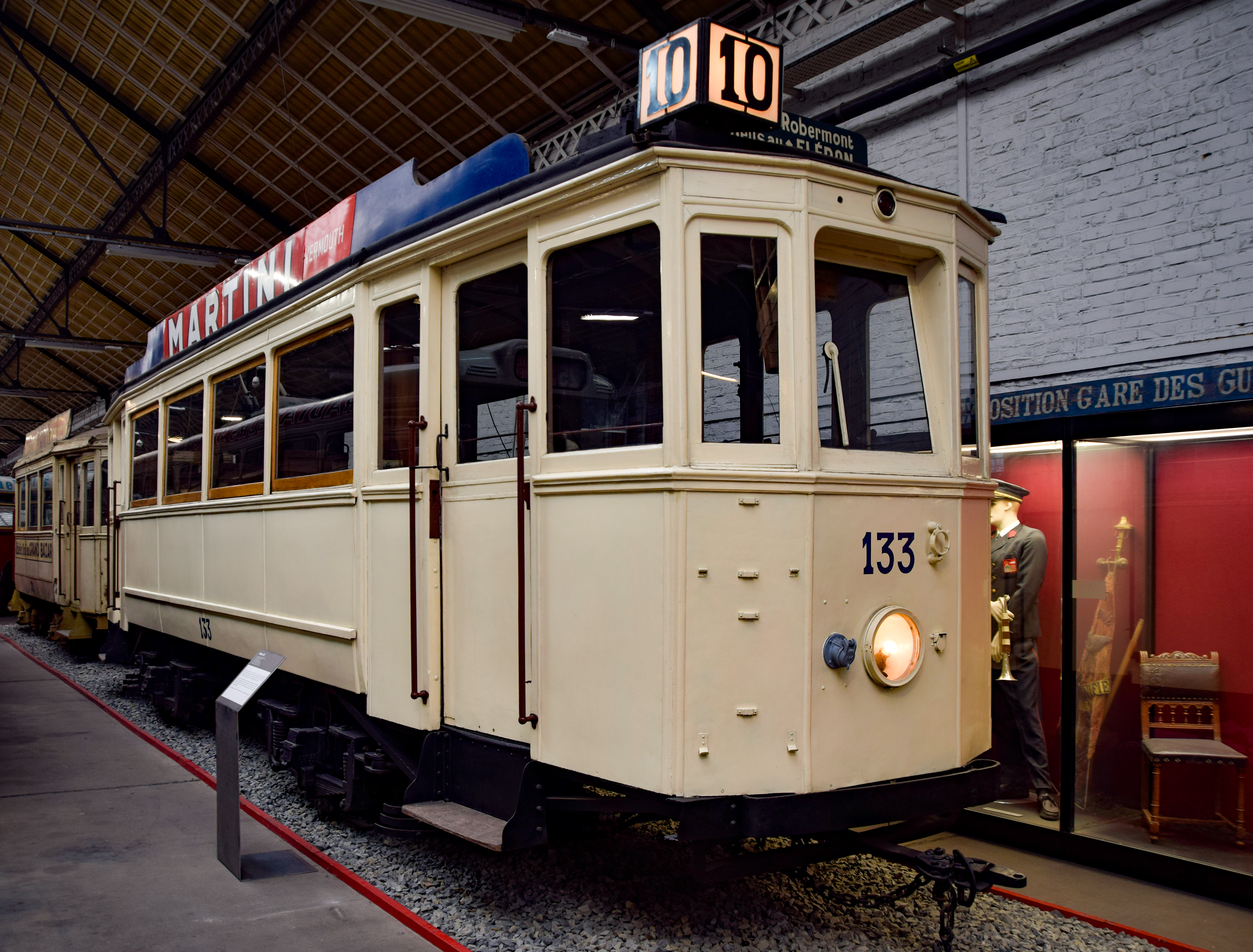
Wagen 133 der TULE Lüttich

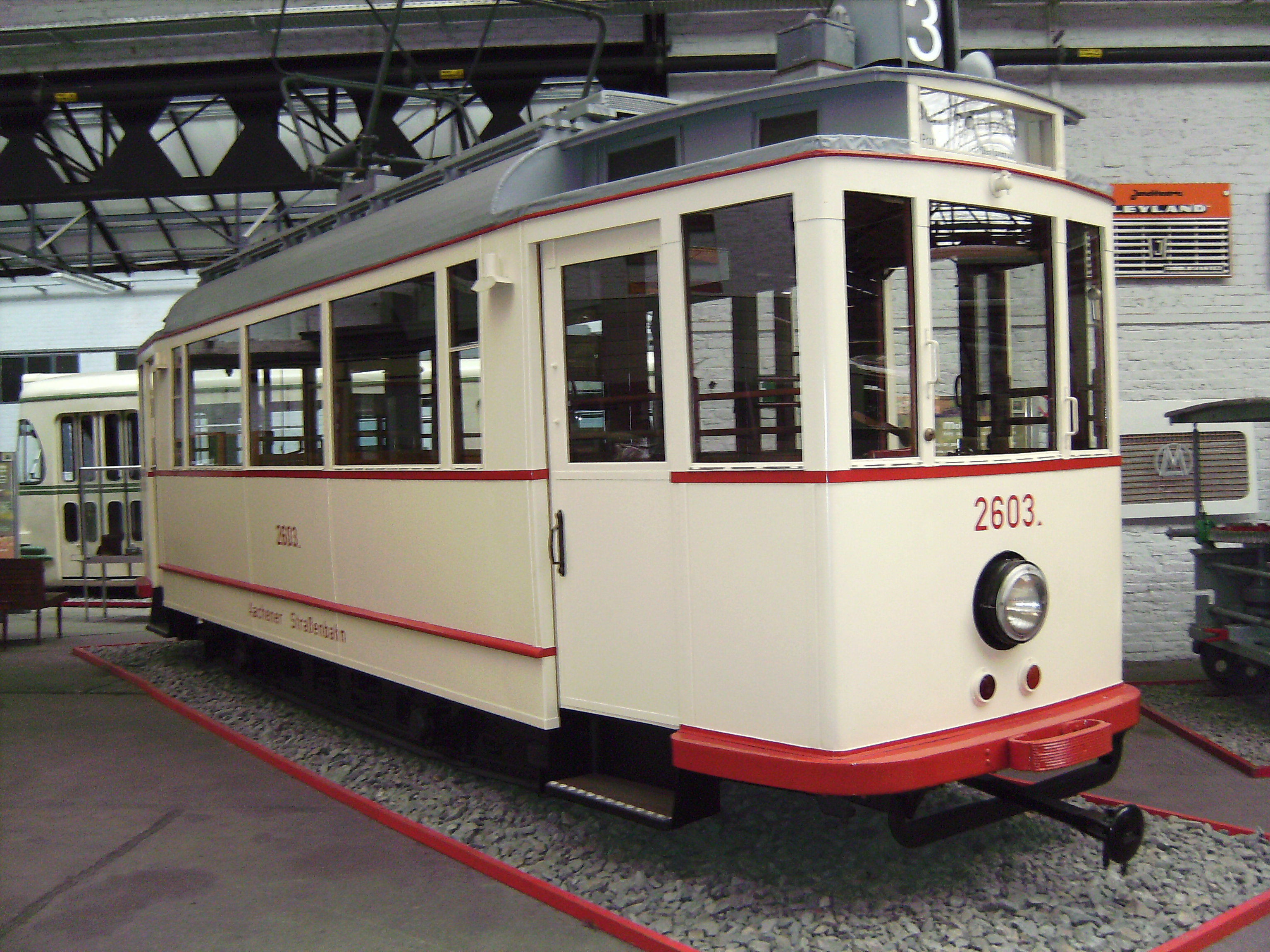
Wagen 2603 der Straßenbahn Aachen

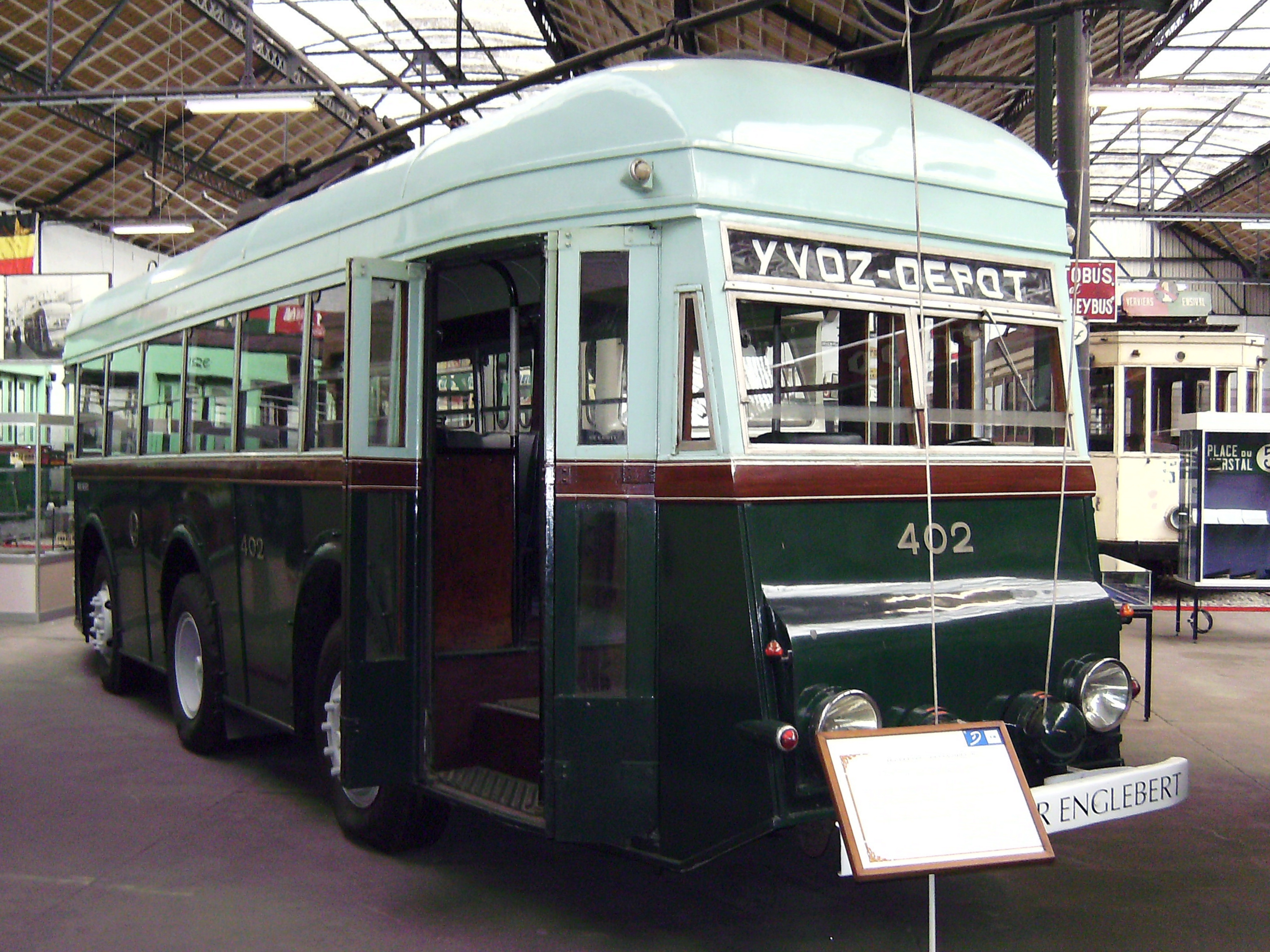
Zweirichtungs-Obus der Überlandstrecke Liège-Seraing

Das Musée des Transports en commun du Pays de Liège (französisch für Museum des öffentlichen Nahverkehrs des Lütticher Landes) ist ein Verkehrsmuseum in der belgischen Stadt Lüttich, französisch Liège. Es wurde am 25. April 1985 eröffnet und befindet sich in einem alten Depot der ehemaligen Straßenbahn Lüttich. Geführt wird die Einrichtung durch die G.O.E. „Musée des Transports en Commun du Pays de Liège“ asbl.

## Lage
Das Museum liegt in der Rue Richard Heintz 9 im Stadtteil Vennes-Fétinne, wo sich der frühere Betriebshof „Natalis“ der Société des Transports Intercommunaux de la Région Liégeois (STIL) befindet. Die STIL entstand 1964 aus der Fusion der Tramways Unifiés de Liége & Extensions (TULE) und der Société Anonyme des Railways Economiques Liège–Seraing & Extensions (RELSE).

## Konzept
Es wird besonders die Entwicklung des öffentlichen Personennahverkehrs in Lüttich und Umgebung behandelt. Allerdings sind auch Exponate aus anderen Teilen Belgiens und der angrenzenden Länder ausgestellt. Außer der Sammlung verschiedener Fahrzeuge von der Postkutsche über Straßenbahnen und Oberleitungsbussen bis hin zu Omnibussen, darunter viele Sonderfahrzeuge, sind auch zahlreiche Miniaturmodelle und Uniformen ausgestellt.
Eine Besonderheit ist ein Zweirichtungs-Oberleitungsbus der von 1936 bis 1964 auf der Überlandstrecke von Lüttich nach Seraing verkehrte. Diese Fahrzeuge besaßen jeweils zwei nach Fahrtrichtung entgegengesetzt ausgerichtete Stromabnehmerpaare.